# 砂糖袋

第一次世界大戦中の1917年から1919年にかけて、アメリカ食品局が出していた新聞広告に描かれた砂糖袋。

砂糖袋（さとうぶくろ）は、保管、輸送などの目的で砂糖を入れておく袋。
日本語における「砂糖袋」という表現は、文脈によって、貿易など長距離の輸送に用いられる大きな袋（例えば数十kgから百kgほどの重さの砂糖を詰めるもの）から、コーヒーなどの飲み物の1杯用に小分けした袋（例えば10g程度以下の砂糖が入ったもの）まで、多様な大きさのものを指して用いることがある。また、ありあわせの袋に砂糖を入れたものを指して、砂糖袋と呼ぶ場合もある。
英語では、大きめの袋が「sugar bag」と呼ばれるのに対し、飲み物1杯用に小分けされた袋は「sugar packet」と呼ばれ、日本語の「袋」に相当する単語の表現が異なっている。

## 大きな砂糖袋
砂糖を入れることを目的として用意される袋や鞄を指す「sugar bag」については、中身の砂糖が入っていない状態でも、この表現で言及する場合がある。また、後述のように、比喩表現として異なる内容を意味する場合もある。以下では、倉庫での保管や輸送用の大きな袋、小売りの包装単位となる袋、英語における比喩的表現としての「sugar bag」について述べる。

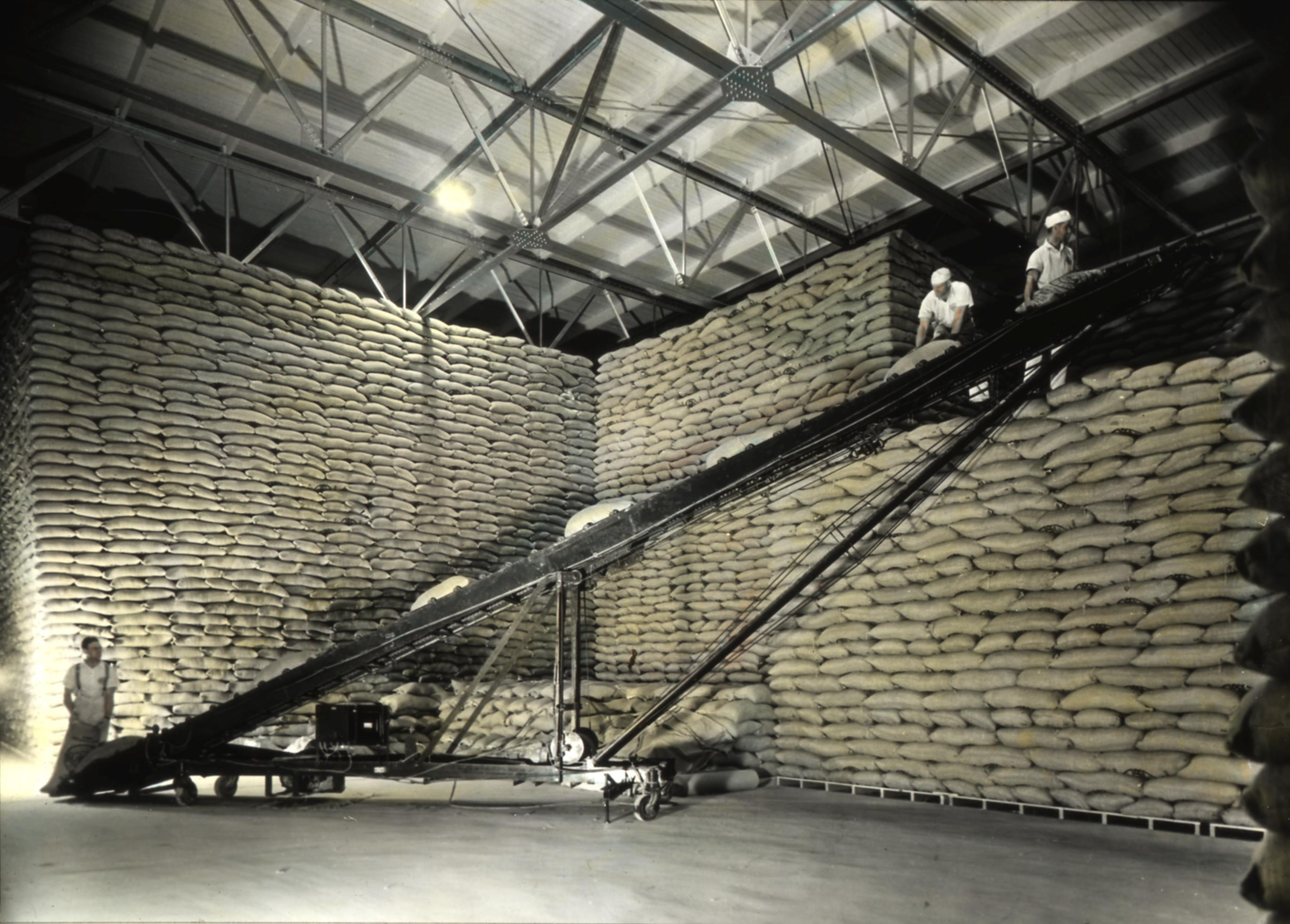
倉庫に積み上げられた砂糖袋。

### 倉庫保管、輸送用の大きな袋
貿易など長距離輸送の際に、砂糖を詰める袋は、麻などで作られており、数十kgから百kgほどの重量になる。かつて、荷役作業の多くを人力に頼っていた時代には、沖仲仕などが落下した砂糖袋の下敷きになって死傷する事故がしばしば起きた。
英語圏、特にオーストラリアやニュージーランドでは、コウマ（黄麻、ジュート）の平織で作るヘシアンクロスで作った小振りの鞄を「sugar bag」と呼び、砂糖のみならず、広く乾物（ドライグッズ）を入れて運ぶのに用いる。
地域によっては、砂糖袋の布地を転用して、衣服を作ることもあった。
30kg程度の重量の砂糖袋は、20世紀前半においても紙袋で作られることもあった。近年では、砂糖袋として、ポリビニルアルコール (PVA) など合成樹脂類で補強された紙袋が用いられたり、ポリプロピレン製の袋が用いられることもある。

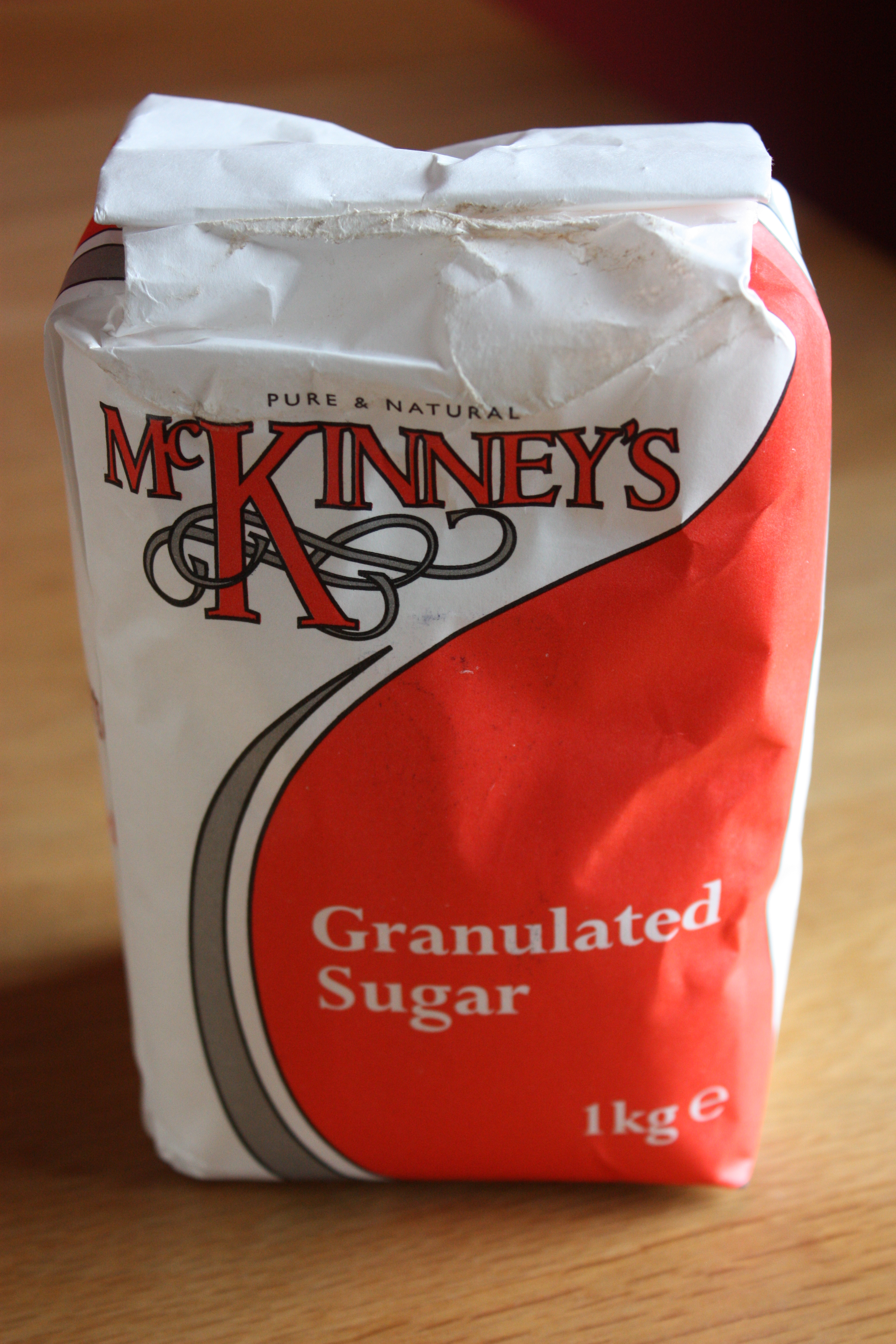
1kg入り紙袋の砂糖袋。北アイルランド、2010年。

### 小売りの包装単位となる袋
欧米などの小売店で販売される砂糖は、1kg または 2ポンド (907g) 程度の量が、紙袋やポリエチレン袋に詰められた状態で流通することが一般的になっている（このため、これくらいの重量のものを「sugar bag」に喩える表現も見られる）。
これに対して日本では、1kg のポリエチレン製の袋に袋詰めされたものが、最も一般的になっている。こうした袋詰めでの販売が一般化する前には、乾物店などが30kgなどの大きな紙袋に入った砂糖を仕入れ、店頭で量り売りする販売方法が広く行なわれていたが、スーパーマーケットなどセルフサービスによる販売の普及とともに、従前よりも小さな 1kg 程度の袋詰めされた砂糖の流通形態が増加していった。1950年代まで、小売り用の砂糖袋は、内側にラミネート加工を施した紙袋であったが、1960年代以降はポリエチレン袋が主流となった。こうした変化の背景には、自動包装機械の開発などの技術革新があった。

### 英語「sugar bag」の比喩的表現
オーストラリアでは、野生の蜂の巣を「sugar bag」と称することがある。また、野生ではなくとも、オーストラリア固有種の蜂のものをいう場合もある。
糖尿病患者はインスリン注射を自ら日常的に行なう場合があるが、これに必要な道具一式をまとめた小さな入れ物も「sugar bag」と称することがあるが、これは Sugar Medical 社の商品名である。

## 飲み物1杯用に小分けした袋 (sugar packet)
砂糖を飲み物1杯用に小分けした袋が普及する以前、レストランなどではテーブルに砂糖壷を用意し、客がそこからスプーンで適量を掬うのが一般的であったが、これには衛生上の懸念をもつ向きもあった。もともとニューヨーク市ブルックリン区でダイナーを経営していたベンジャミン・アイぜンシュタットは、1945年に転業してカンバーランドパッキングコーポレイションを設立してティーバッグ製造業に転じたが、一緒にダイナーを切り盛りしていた妻ベティ (Betty) の助言を得て、砂糖を小分けにした紙袋に封入することを着想し、ティーバッグ製造装置を改造して、これに成功した。以降、この小分け袋は同社の主力製品となり、後年の甘味料スイートンローの発明につながっていった。
日本では、1960年代から「ペットシュガー」などの名称で導入され、当初は10g入り程度の内容量が、徐々に小振りなものへと主流が移り、1990年代には3g程度のものも普及した。英語では「sugar sucket」などと呼ばれる細長い棒状のものもあり、日本語では「スティックシュガー」などとも呼ばれる。
デザインの多様性などから、この袋の収集を趣味とする愛好家も存在している。ギネス世界記録には「砂糖袋 (sugar packets) の世界最大のコレクション」があり、2013年5月14日現在、世界最大のコレクションは、ドイツのラルフ・シュレーダー (Ralf Schröder) のもので、1987年から収集が始められた彼のコレクションには14,502種の砂糖袋があり、最も古いのは1950年代のものだという。
- 1杯分に小分けされた砂糖袋。香港、2011年。
- 棒状の砂糖袋「sugar sucket」のコレクション。
- コレクション用にデザインされた砂糖袋。様々な名画が印刷されている。
- 円い容器に放射状に詰められた砂糖の小袋。日本。